# Mike Moher
Mike Moher (* 26. März 1962 in Manitouwadge, Ontario) ist ein ehemaliger kanadischer Eishockeyspieler und -trainer, der im Verlauf seiner aktiven Karriere zwischen 1979 und 1984 unter anderem neun Spiele für die New Jersey Devils in der National Hockey League (NHL) auf der Position des rechten Flügelstürmers bestritten hat. Den Großteil seiner zweijährigen Profikarriere verbrachte Moher, der den Spielertyp des Enforcers verkörperte, jedoch in den Minor-League-Farmteams der New Jersey Devils.

## Karriere
Moher verbrachte seine Juniorenzeit zwischen 1979 und 1982 in der Ontario (Major Junior) Hockey League (OHL), wo der Stürmer in der Saison 1979/80 zunächst für die Sudbury Wolves auflief, jedoch im Verlauf der Spielzeit unter anderem im Tausch für Paul Pooley zum Ligakonkurrenten Kitchener Rangers wechselte. In all seinen drei Spieljahren in der OMJHL bzw. OHL war der Enforcer der Spieler mit den meisten Strafminuten und stellte in den Spieljahren 1980/81 und 1981/82 mit 372 bzw. 384 Minuten jeweils neue Ligarekorde auf. Dennoch blieben Erfolge nicht aus und so gewann Moher mit den Kitchener Rangers in den Jahren 1981 und 1982 jeweils den J. Ross Robertson Cup. Zudem sicherten sich die Rangers im Jahr 1982 den Memorial Cup. Nach diesen Erfolgen wurde der Angreifer im NHL Entry Draft 1982 in der sechsten Runde an 106. Position von den New Jersey Devils aus der National Hockey League (NHL) ausgewählt, nachdem er in den beiden vorangegangenen Jahren nicht berücksichtigt worden war.
Zur Spielzeit 1982/83 wechselte der 20-Jährige schließlich in den Profibereich und verbrachte die Saison größtenteils bei den Wichita Wind aus der Central Hockey League (CHL), die als Farmteam der Devils fungierten. Zudem kam er in neun Partien für New Jersey in der NHL zum Einsatz. In der folgenden Spielzeit bestritt der Kanadier 25 Partien für die Maine Mariners in der AHL, ehe der 22-Jährige seine aktive Karriere im Sommer 1984 für beendet erklärte. Nach einer mehrjährigen Pause war Moher in der Saison 1993/94 als Assistenztrainer bei den Kitchener Rangers in der OHL unter Cheftrainer Joe McDonnell tätig.

## Erfolge und Auszeichnungen
- 1981 J.-Ross-Robertson-Cup-Gewinn mit den Kitchener Rangers
- 1982 J.-Ross-Robertson-Cup-Gewinn mit den Kitchener Rangers
- 1982 Memorial-Cup-Gewinn mit den Kitchener Rangers

## Karrierestatistik
(Legende zur Spielerstatistik: Sp oder GP = absolvierte Spiele; T oder G = erzielte Tore; V oder A = erzielte Assists; Pkt oder Pts = erzielte Scorerpunkte; SM oder PIM = erhaltene Strafminuten; +/− = Plus/Minus-Bilanz; PP = erzielte Überzahltore; SH = erzielte Unterzahltore; GW = erzielte Siegtore; 1 Play-downs/Relegation; Kursiv: Statistik nicht vollständig)